# Cantone di Quintin
Il Cantone di Quintin era una divisione amministrativa dell'Arrondissement di Saint-Brieuc.
A seguito della riforma approvata con decreto del 13 febbraio 2014, che ha avuto attuazione dopo le elezioni dipartimentali del 2015, è stato soppresso.

## Composizione
Comprendeva 8 comuni:
- Le Fœil
- Le Leslay
- Plaine-Haute
- Quintin
- Saint-Bihy
- Saint-Brandan
- Saint-Gildas
- Le Vieux-Bourg